# Dvärghällebräken
Dvärghällebräken (Woodsia glabella) är en hällebräkenväxtart. Woodsia glabella ingår i släktet Woodsia och familjen Woodsiaceae.

## Underarter
Arten delas in i följande underarter:
- W. g. asplenioides
- W. g. glabella
- W. g. pinnatifida